# Kusel (Verbandsgemeinde)

Brasão do Verbandsgemeinde Kusel.

Verbandsgemeinde Kusel é um associação municipal do tipo Verbandsgemeinde da Alemanha, situado no distrito de Kusel do estado de Renânia-Palatinado.
Verbandsgemeinde Kusel, com sede na cidade de Kusel, reúne numa só administração os seguintes municípios locais (em alemão: Ortsgemeinden): 
| | |
| - Albessen - Blaubach - Dennweiler-Frohnbach - Ehweiler - Etschberg - Haschbach am Remigiusberg - Herchweiler - Körborn - Konken | - Kusel Sede - Oberalben - Pfeffelbach - Reichweiler - Ruthweiler - Schellweiler - Selchenbach - Thallichtenberg - Theisbergstegen |